# Comedy Central
Comedy Central, també conegut com a Paramount Comedy, és un canal de televisió propietat de Viacom. Els seus continguts se centren en les sèries i l'humor. El canal va emetre per primer cop l'1 d'abril de 1991 als Estats Units d'Amèrica. Posteriorment s'han llençat versions a Amèrica del Sud, Alemanya, Hongria, Índia, Irlanda, Itàlia, Nova Zelanda, Països Baixos, Polònia, Regne Unit, Suècia i Espanya.